# مادون
مادون روستایی از توابع بخش لاله‌زار شهرستان بردسیر در استان کرمان ایران است. این روستا در ۴۸ کیلومتری شمال غربی بافت قرار دارد.

## جمعیت
این روستا در دهستان قلعه عسگر قرار دارد و براساس سرشماری مرکز آمار ایران در سال ۱۳۸۵، جمعیت آن ۸۵ نفر (۳۱ خانوار) بوده‌است.